# Grasa (lubricante)
La grasa es un lubricante semisólido. Por lo general la grasa consiste de un jabón emulsionado con aceite mineral o vegetal. La característica distintiva de las grasa es que tienen una muy elevada viscosidad inicial, la cual al aplicar un esfuerzo de corte, disminuye dando el efecto de un rodamiento lubricado por aceite con aproximadamente la misma viscosidad del aceite base usado en la formulación de la grasa. Este cambio en la viscosidad es denominado adelgazamiento por cizalladura.  A veces la grasa es utilizada para describir materiales lubricantes que son sólidos blandos o líquidos con muy elevada viscosidad, pero estos materiales no presentan las propiedades de adelgazamiento por cizalladura de la grasa convencional. Por ejemplo, la vaselina por lo general no es clasificada como grasa.
Las grasas se aplican a mecanismos que pueden ser lubricados con poca frecuencia y donde la lubricación mediante un aceite no permanecería en el sitio requerido. Además también actúan como selladores previniendo el ingreso de agua y materiales incompresibles. Los cojinetes lubricados con grasa poseen mejores características de fricción a causa de su elevada viscosidad.

## Propiedades

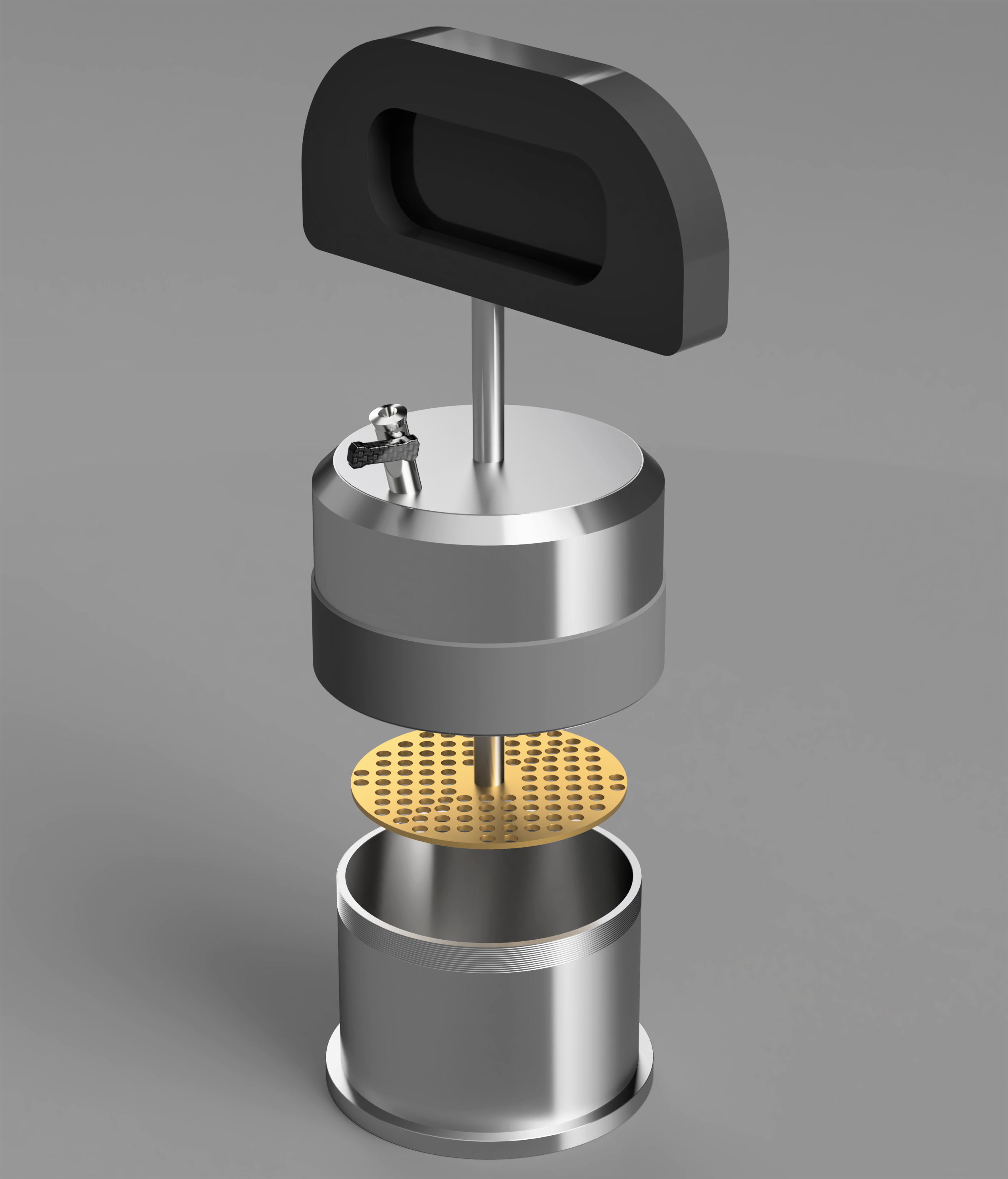
Probador de grasa, Modelo 3D.

Una grasa verdadera consiste de un aceite u otro fluido lubricante que se mezcla con un espesante, por lo general un jabón, para formar un  sólido o semisólido. Las grasas son un tipo de shear-thinning o fluido pseudo-plástico, lo que significa que la  viscosidad del fluido disminuye al aplicar una tensión de corte. Luego de aplicar un esfuerzo de corte suficiente a la grasa, la viscosidad disminuye y tiende al valor de la viscosidad del lubricante base, como ser un aceite mineral. Esta disminución abrupta de la fuerza de corte significa que la grasa es considerada un fluido plástico, y la reducción de la tensión de corte con el tiempo lo hace tixotrópico. A menudo es aplicada utilizando una pistola engrasadora, la que inyecta grasa a la parte o sector que debe ser lubricada a presión, forzando a que la grasa penetre en los espacios e intersticios de la zona.

### Espesantes

Una micela invertida se forma cuando un jabón es dispersado en un aceite. Esta estructura de rompe de manera reversible al aplicar una tensión de corte a la grasa.

Los jabones son el agente emulsionante más frecuentemente utilizado, y la selección del tipo de jabón depende del uso. Entre los jabones se encuentran estearato de calcio, estearato de sodio, estearato de litio, como también mezclas de estos componentes. También se utilizan derivados de ácidos grasos que no son estearatos, especialmente 12-hidroxiestearato de litio. La naturaleza de los jabones influye en la resistencia a la temperatura (relacionada con la viscosidad), la resistencia al agua y la estabilidad química de la grasa resultante.

### Grasas con sólidos en polvo
Se puede usar sólidos en polvo como espesantes, especialmente arcillas, las cuales se utilizan en algunas grasas económicas, de bajo rendimiento. Las grasas basadas en aceites grasos también han sido preparadas con otros espesantes, tales como alquitrán, grafito, o mica, lo que también aumenta la vida útil de la grasa.

### Evaluación de ingeniería
Las grasas de litio son las más utilizadas; las grasas de litio tienen un punto de fusión más elevado (punto de goteo) que las grasas de calcio pero no resisten la acción del agua. La grasa de litio tiene un punto de goteo de 190 a 220 °C. Sin embargo la máxima temperatura utilizable de una grasa de litio es 120 °C.
Se puede determinar la cantidad de grasa en una muestra en un laboratorio mediante extracción con un solvente seguida de una determinación gravimétrica.

### Aditivos
Las grasas para cajas de cambios consisten de aceite de colofonia, condensado con cal y mezclado con aceite mineral, con cierta cantidad de agua. Las grasas para usos especiales contienen glicerol y ésteres sorbitanos. Son utilizadas por ejemplo, aplicaciones a temperaturas bajas. Algunas grasas se identifican como "EP", que significa "presión extrema". La grasa normal sometida a presión elevada o cargas de shock puede ser comprimida hasta llegar al punto en que las partes engrasadas come entran en contacto, causando fricción y desgaste. 
La grasa EP contiene lubricantes sólidos, por lo general grafito y/o disulfuro de molibdeno, para brindar protección ante cargas elevadas. Los lubricantes sólidos se adhieren a la superficie del metal, y previenen el contacto metal - metal y la fricción y desgaste resultantes cuando la película de lubricante se torna muy delgada.
A algunas grasas se le agregan aditivos sólidos tales como polvo de cobre o cerámico para usos en condiciones con presiones elevadas y/o altas temperaturas, o donde la corrosión podría evitar el desarmar el componente durante su vida útil. Estos compuestos hacen las veces de un agente de liberación. 
Los aditivos sólidos no pueden ser usados en cojinetes por sus tolerancias muy estrechas. Los aditivos sólidos causarían un incremento del desgaste de los cojinetes.

## Historia
Se cree que la grasa utilizada en el antiguo Egipto y durante el Imperio romano era preparada combinando cal con aceite de oliva. La cal  saponifica algunos de los triglicérido que forman el aceite y resulta una grasa de calcio. A mediados del siglo XIX, se agregaban jabones en forma intencional como espesantes a los aceites.  A lo largo de la historia, todo tipo de sustancias han sido empleadas como grasas.  Por ejemplo, babosas Arion ater eran utilizadas para engrasar los ejes de las carretas en Suecia.

## Clasificación y estándares

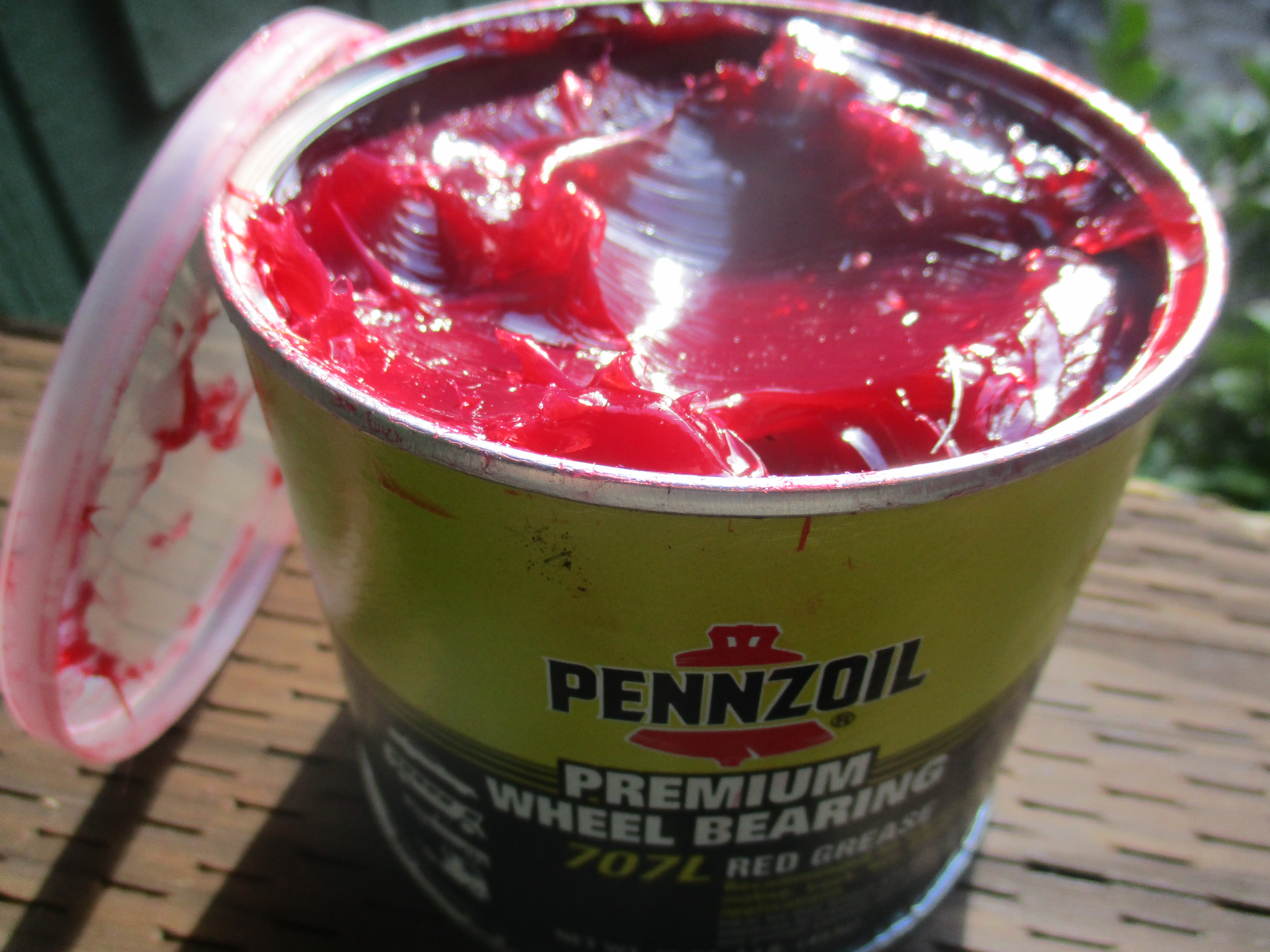
Grasa roja para cojinetes de ruedas para uso en vehículos.

El estándar  ASTM D4950 “Clasificación y especificación estándar para grasas de servicio automotriz” fue publicado en 1989 por ASTM International. El estándar clasifica las grasas adecuadas para la lubricación de los componentes del chasis y los cojinetes de las ruedas de los vehículos, según los requisitos de rendimiento, utilizando códigos adoptados del  "sistema de clasificación de servicio de los cojinetes de las ruedas y el chasis"  de NLGI (el instituto de grasas de Estados Unidos): 
- LA y LB: lubricantes para chasis (adecuados para servicios livianos y pesados respectivamente)
- GA, GB y GC: lubricantes para cojinetes de ruedas (adecuados para servicios livianos, moderados y pesados respectivamente)

Una dada categoría puede incluir grasas con consistencias diferentes.
La medida de la consistencia de una grasa queda expresada por su "número de consistencia NLGI".
Los elementos principales del estándar ATSM D4950 y la clasificación de NLGI de consistencia son reproducidos y descriptos en el estándar SAE J310 “grasas lubricantes para vehículos” publicado por SAE International.
El estándar ISO 6743-9 “lubricantes, aceites industriales y productos relacionados (clase L) — clasificación — parte 9: familia X (grasas)”, publicado en 1987 por la ISO, establece una detallado sistema de clasificación de grasas usadas para la lubricación de equipos, componentes de máquinas y vehículos. Asigna un código único para cada grasa basado en sus propiedades operativas (incluidos rango de temperatura, efecto del agua, carga, etc.) y su número de consistencia NLGI.

## Otros tipos

### Grasa de silicona
La grasa de silicona es un compuesto a base de polisiloxano espesado con sílice ahumado amorfo, que se puede utilizar para proporcionar lubricación y resistencia a la corrosión. Dado que no es a base de aceite, a menudo se usa donde los lubricantes a base de aceite atacarían los sellos de goma. Las grasas de silicona también mantienen la estabilidad a altas temperaturas. A menudo se utilizan, en forma pura o mezcladas con óxido de zinc, para unir disipadores de calor a las CPUs de computadoras.

### Grasa basada en fluoreter
Fluoropolímeros conteniendo C-O-C (éter) con flúor (F) adosado al carbón.  Son más flexibles y utilizadas a menudo en medios ambientes exigentes a causa de ser inertes. Fomblin dey Solvay Solexis y Krytox de duPont son ejemplos relevantes.

### Grasa para laboratorio

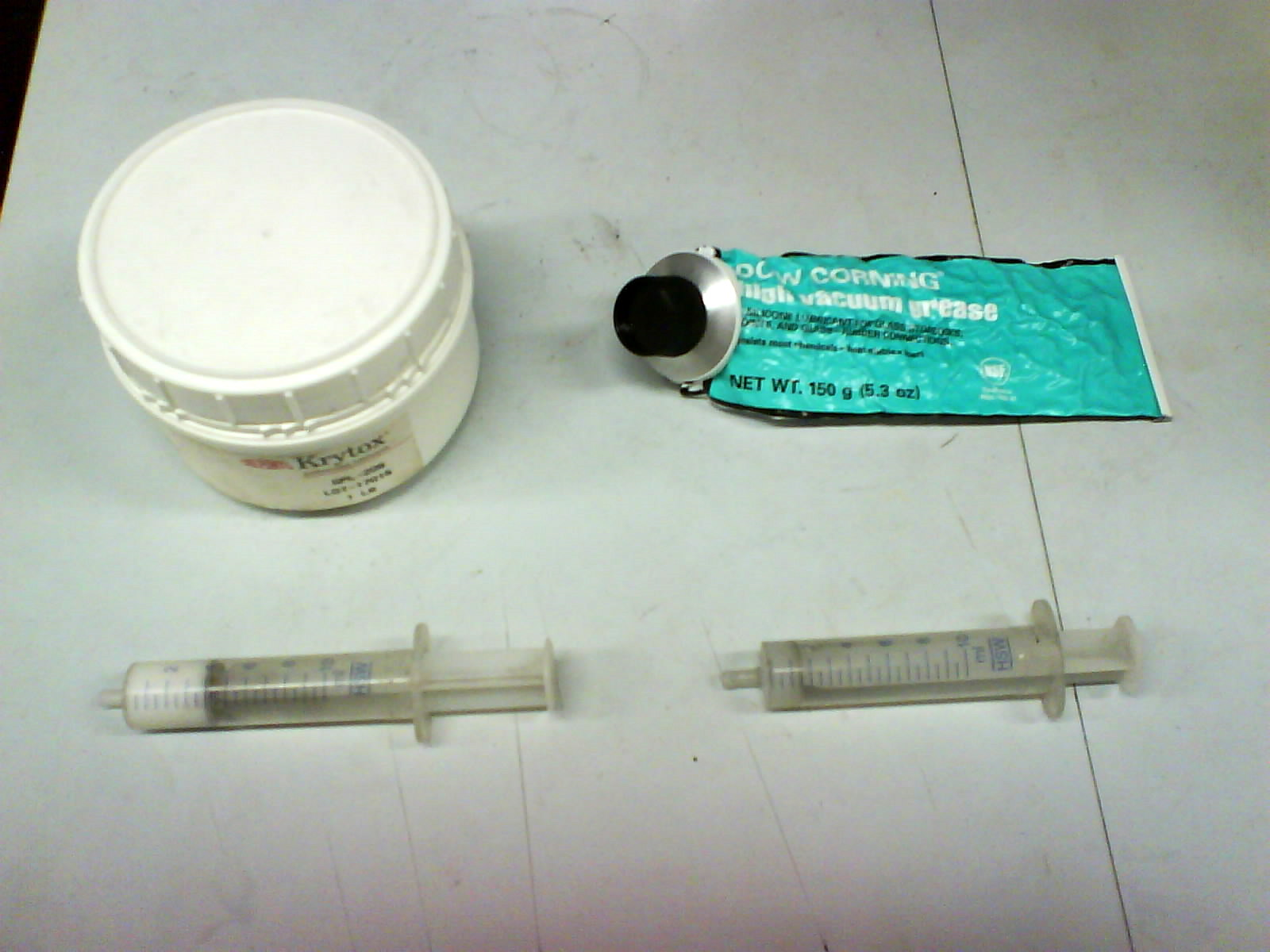
Se utiliza grasa para lubricar tapones de vidrio y juntas. Algunos laboratorios la utilizan en jeringas para facilitar la aplicación. Dos ejemplos son: izquierda- Krytox, una grasa basada en fluoréter; derecha- una grasa basada en silicona para alto vacío de Dow Corning.

Las grasas de apiezon, a base de silicona y a base de fluoroéter se utilizan comúnmente en los laboratorios para lubricar llaves de paso y juntas de vidrio esmerilado. La grasa ayuda a evitar que las juntas se "congelen", además de garantizar que los sistemas de alto vacío estén sellados correctamente. Apiezon o grasas similares a base de hidrocarburos son las más baratas y las más adecuadas para aplicaciones de alto vacío. Sin embargo, se disuelven en muchos solventes orgánicos. Esta cualidad hace que se suela limpiar con pentano o hexanos, pero también conduce fácilmente a la contaminación de las mezclas de reacción.
Las grasas a base de silicona son más baratas que las grasas a base de fluoroéter. Son relativamente inertes y generalmente no afectan las reacciones, aunque las mezclas de reacción a menudo se contaminan). Es difícil remover las grasas a base de silicona utilizando un solvente, pero se las puede quitar de forma eficiente si se sumerge la pieza en un baño de una base.
Las grasas a base de fluoréter sin inertes frente a muchas substancias incluidos solventes, ácidos, bases, y oxidantes. Sin embargo son costosas, y es difícil removerlas.

### Grasa grado alimenticio
Las grasas aptas para alimentos son aquellas grasas que entran en contacto con los alimentos. Los aceites base lubricantes de grado alimenticio son generalmente petroquímicos con bajo contenido de azufre, se oxidan y emulsionan con menor facilidad. Otro aceite de uso común se prepara a base de poli-α-olefina. El Departamento de Agricultura de los Estados Unidos (USDA) tiene tres designaciones de grado alimenticio: H1, H2 y H3. Los lubricantes H1 son lubricantes de grado alimenticio que se utilizan en entornos de procesamiento de alimentos donde existe la posibilidad de contacto accidental con alimentos. Los lubricantes H2 son lubricantes industriales que se utilizan en equipos y piezas de máquinas en lugares sin posibilidad de contacto. Los lubricantes H3 son lubricantes de grado alimenticio, generalmente aceites comestibles, que se utilizan para prevenir la oxidación en ganchos, carros y equipos similares.

### Análogos de grasa soluble en agua
En algunos casos, se desea la lubricación y la alta viscosidad de una grasa en situaciones en las que se requieren materiales no tóxicos y sin aceite. Carboximetilcelulosa, o CMC, es un material popular que se utiliza para crear un análogo de grasas a base de agua. CMC sirve tanto para espesar la solución como para agregar un efecto lubricante, y a menudo se agregan lubricantes a base de silicona para una lubricación adicional. El ejemplo más familiar de este tipo de lubricante, utilizado como lubricante quirúrgico y lubricante íntimo, es K-Y Jelly.

### Grasa para corcho
La grasa para corcho es un lubricante utilizado para mantener el corcho en uniones de las partes de instrumentos musicales de viento (clarinetes, oboes). Por lo general se aplica utilizando pequeños contenedores similares a los usados para crema de cacao para labios.